# Only Revolutions
Only Revolutions ist nach Das Haus – House of Leaves der zweite Roman von Mark Z. Danielewski. Er erschien 2006 in den Vereinigten Staaten bei Pantheon Books und wurde im selben Jahr in die Shortlist für den National Book Award for Fiction aufgenommen. Die deutsche Ausgabe erschien 2012 im Klett-Cotta Verlag, ebenfalls unter dem Titel Only Revolutions.

## Inhalt
Im Mittelpunkt der Handlung stehen Sam und Hailey. Beide sind für immer sechzehn – „Allmächtige sechzehn Jahre alt und freiiiiiii“. Ihre Liebesgeschichte spielt in zweimal 100 Jahren US-amerikanischer Geschichte, angefangen mit den Befreiungskriegen 1863 und der Ermordung J. F. Kennedys 1963.
Der Roman lässt sich von beiden Seiten lesen, einmal aus der Perspektive von Sam und einmal aus der Sicht Haileys, wobei die jeweils andere Sicht auf dem Kopf steht. Die Schilderung ihres Begehrens, ihrer Gefühle, Ideen und Gedanken kontrastiert sich, bildet aber trotz aller Unterschiedlichkeit auch eine Einheit.
Der Roman ist ein „poetisches Puzzle“, dessen Sinn sich erschließt, wenn man die Geschichte von jeweils beiden Seiten liest. Die Worte sind ein Mix aus Poesie und Stream-of-Consciousness-Lautmalerei. Wortbildungen sind ein häufig gebrauchtes Stilmittel. Auch das Schriftbild lebt förmlich: In Haileys Erzählung werden zum Beispiel Pflanzennamen, in Sams Geschichte Tiernamen fett gedruckt, wörtliche Rede ist kursiv und der Schriftgrad wird im Verlauf der Erzählung immer kleiner, sodass er in der Mitte der beiden Erzählstränge (das heißt auf den Seiten 180/181) genau gleich groß ist.

## Gestaltung
Only Revolutions beginnt sowohl auf der Vorder- als auch auf der Rückseite. Die einzelnen Seiten sind so angeordnet, dass eine Hälfte lesbar ist, die andere Hälfte aber auf dem Kopf steht. Die Seitenzahlen sind also gegenläufig: Auf Seite 1 von Haileys Part stehen deren erste Zeilen, die Seite ist aber gleichzeitig auch Seite 360 von Sams Part, dessen letzten Zeilen auf dem Kopf stehen.
Die Initialen der achtseitigen Abschnitte sind größer und fett gedruckt. Liest man sie hintereinander, ergeben sie in Haileys Teil: „Sam und Hailey und Sam und Hailey und …“. Von Sams Seite aus gelesen, ergeben sie „Hailey und Sam und Hailey und Sam und …“.
Den Erzählungen sind zusätzlich die Initialen der Namen von Hailey und Sam vorangestellt. H und S sind jeweils der 8. Buchstabe des Alphabets, von vorne und von hinten.
Der Haupttext jeder halben Seite besteht exakt aus 90 Wörtern. Beide Geschichten zusammengenommen, ergibt das 180 Wörter auf einer ganzen Seite. Dies soll den Leser animieren, das Buch um 180° zu wenden und die Geschichte des anderen Erzählers zu lesen. Liegen beide Buchseiten offen, verdoppelt sich die Anzahl der Wörter auf 360, man liest also eine volle Umdrehung (360 Grad) mit jeder offenen Doppelseite. Daher der Vermerk auf der Schutzumschlaginnenseite: „Der Verlag empfiehlt, bei der Lektüre nach jeweils acht Seiten zwischen Sam und Hailey zu wechseln.“
Auf jeder Seite steht zusätzlich eine Kolumne mit Daten verschiedener Weltgeschehnisse. Die Bandbreite der Ereignisse auf Sams Seite reicht vom 22. November 1863 bis zum 22. November 1963, während die Daten in Haileys Erzählung vom 22. November 1963 bis zum 19. Januar 2063 reichen.
Diese Chronologie, ein Mosaik aus historischen Zitaten des 19., 20. und 21. Jahrhunderts, bleibt ab dem Zeitpunkt des Erscheinens von Only Revolutions leer. Der Zeitpunkt, an dem Sams und Haileys Linien auseinanderstreben, ist der 22. November 1963 – der Tag der Ermordung John F. Kennedys.

## Besonderheiten
In Haileys Geschichte sind der Buchstabe O sowie die Zahl 0 in gold gedruckt (Pantone 146 U). In Sams Geschichte sind diese grün (Pantone 356 U). Das Datum in der Marginalspalte ist violett (Pantone 2602 U). Ferner ist das Wort „Creep“ farblich abgesetzt.
Auf mehreren Seiten sind Buchstaben nach oben oder nach unten „verrutscht“. Dies annonciert, dass in der Vertikalen zu lesende musikalische Akkorde in den Text „eingeschrieben“ sind. Diese Akkorde sind der Wagnermusik aus Tristan und Isolde frei nachempfunden.

## Deutsche Übersetzung
Die im Jahre 2012 beim Klett-Cotta-Verlag erschienene Übersetzung des „nahezu unübersetzbar[en]“ Buches wurde in vielen Rezensionen als „Heldentat“ hoch gerühmt:
„Die Übersetzer Gerhard Falkner und Nora Matocza haben Erstaunliches geleistet.“
„[B]esser als Falkner und Matocza die Gesänge umgedichtet haben, kann man es kaum machen. Ihre Dichtung ist mitreißend und erstaunlich, da nicht nur der 90-Wort-Rhythmus beibehalten wurde, sondern die vielen Wortneuschöpfungen Danielewskis entsprechende Berücksichtigung in der deutschen Übersetzung gefunden haben.“
„Dass [die] Weisheit nicht zu rührselig gerät, ist auch dem Übersetzerteam zu danken, das zwar nicht den Wortlaut (denn wie soll das gehen?), aber den komplexen Geist des Weltgedichts mit kühnem Zugriff erfasst. Wer „mess and a half“ mit „fixundfoxi“ übersetzen kann, „gambols“ mit „Aldi Sprüngli“ und „Throesville“ mit „Todtnauberg“, der hat verstanden, dass Europa Coolness anders definiert als sein geliebtes Vorbild.“
„Die beiden Übersetzer, Gerhard Falkner und Nora Matocza, haben kreative Höchstleistung abgeliefert: Auf Begriffe wie „leckknabbern“, „schlampumpen“, „schlammschwallen“ oder „hexenkesseln“ muss man erst mal kommen.“

## Design der deutschen Ausgabe
Der Schutzumschlag hat zwei Vorderseiten, da das Buch aus beiden Richtungen zu lesen ist. Beide Seiten zeigen Straßen, die nur durch den Rücken des Schutzumschlags voneinander getrennt sind. Sams Seite des Buches ist in rotbraunen Wüstentönen gehalten, Haileys Seite zeigt einen blauen Himmel. Die „O“s sind auch auf dem Cover farblich abgehoben.
Die beiden Innenklappen beinhalten einen Hinweis des Verlags für den Leser, dass nach acht Seiten zwischen Sam und Hailey gewechselt werden sollte.
Der Buchdeckel ist mit einer Fotografie eines Stilllebens der Künstlerin Jessica Grindstaff bedruckt. Verschiedene Gegenstände liegen flach auf einer Oberfläche. Die Aufnahme ist direkt von oben aufgenommen, daher gibt es kein eindeutiges „Oben“ und „Unten“ und kein eindeutiges „Vorne“ und „Hinten“.
Die Fotografie lässt sich in fünf Farbzonen einteilen: Der obere rechte Teil der Aufnahme ist gelb, der untere rechte Bereich weiß. Hinter diesem Buchdeckel beginnt Haileys Geschichte. Die linke untere Ecke des Fotos ist grün gehalten, oben links ist die Fotografie wiederum weiß. Hinter diesem Deckel beginnt Sams Erzählung. Verbunden sind die beiden Teile durch einen roten Abschnitt.
Am Buchrücken sind zwei grün-goldene Lesebändchen befestigt, eines unten und eines oben. Auf dem Vorsatzpapier ist Text in zirkulierenden Mustern angeordnet und spiegelverkehrt auf Papier gedruckt, das die Farbe des jeweiligen Charakters widerspiegelt.